# InsideOut Music
Az InsideOut Music egy német lemezkiadó cég, mely progresszív rock, neo-prog és progresszív metal együttesek kiadványait jelenteti meg.

## Előadók
| - A.C.T - Abydos - Adaro - Alan Morse - Amon Düül II - Anyone's Daughter - Arena - Asia - Ayreon - Baker Gurvitz Army - Beardfish - California Guitar Trio - Carlos Perón - Carptree - Chroma Key - Conspiracy - Deadsoul Tribe - Digital Ruin - Deadsoul Tribe - Derek Sherinian - Devin Townsend - Dominici - Enchant - Fates Warning - Frank Marino - Frost - GPS - Grobschnitt - Guru Guru - Happy The Man - Holger Czukay - IQ - Jadis - James LaBrie - Jerry Gaskill - John Wetton - Jughead - Kraan - Kaipa - King’s X - Kino - Kevin Moore - Klaus Schulte - Leprous - Magellan - Magnitude 9 - Martin Orford - Michael Pinnella - Michael Romeo - NDV - Neal Morse - OSI - Paatos - Pain of Salvation - Pallas - Paul Gurvitz - Pendragon - Pete Townshend - Planet X - Platypus - Poverty’s No Crime - Presto Ballet - Proto-Kaw - Pure Reason Revolution - Ray Wilson - Ray Wilson & Stiltskin - Ryo Okumoto - Redemption - Renaissance - Ritual - Riverside - Roine Stolt - RPWL - Russel Allen - Saga - Shadow Gallery - Sieges Even - Slavior - Solar - Spiritual Beggars - Spock’s Beard - Star One - Steve Hackett - Steve Howe - Steve Howe's Remedy - Steve Thorn - Stream of Passion - Symphony X - The Devin Townsend Band - The Flower Kings - The Jelly Jam - The Lens - The String Cheese Incident - The Urbane - Thorne, Steve - Thought Chamber - Three Man Army - Threshold - Threy Gunn - Tiles - TOC - Tomas Bodin - Transatlantic - Umphrey's McGee - Vanden Plas - Vast - Xen - Insideoutmusic.com |